# Denmark Street
Denmark Street è una strada ai margini del West End nel centro di Londra, nota per il suo rapporto con la musica britannica. La strada collega Charing Cross Road alla sua estremità ovest e St Giles High Street alla sua estremità est. Denmark Street si trova nel quartiere londinese di Camden.
Denmark Street appare nelle statistiche dagli anni '30 del XVIII secolo. L'area circostante era conosciuta come "The Rookery", una parte di Londra sviluppata in quel secolo come una baraccopoli a ovest della City. Sebbene gran parte dell'area sia stata ricostruita alla fine del XIX secolo, Denmark Street è una delle poche strade di Londra che conserva ancora facciate a terrazza del XVII secolo su entrambi i lati.
Denmark Street ha forti legami con la storia del jazz britannico, R&B e Punk. I Beatles e Jimi Hendrix hanno registrato negli studi situati in questa strada. Elton John ha scritto qui il suo classico Your Song. Più tardi, i Sex Pistols hanno vissuto al numero 6, dove hanno registrato le loro prime demo. La strada contiene il più grande gruppo di negozi di musica di tutta Londra. Fu anche la prima location per il più grande negozio di fantascienza e fumetto di Londra, Forbidden Planet.